# کلینگنمونشتر
کلینگنمونشتر (به آلمانی: Klingenmünster) یک شهر در آلمان است که در زودلیشه واینشتراسه واقع شده‌است. کلینگنمونشتر ۲٬۳۹۳ نفر جمعیت دارد.